# Gare de Betton
Gare de Betton – przystanek kolejowy w Betton, w departamencie Ille-et-Vilaine, w regionie Bretania, we Francji. Jest zarządzany przez SNCF (budynek dworca) i przez RFF (infrastruktura). 
Przystanek jest obsługiwany przez pociągi TER Bretagne. 

## Położenie
Znajduje się na linii Rennes – Saint-Malo, w km 386,065, na wysokości 41 m n.p.m., pomiędzy stacjami Rennes-Pontchaillou i Chevaigné.

## Linie kolejowe
- Rennes – Saint-Malo